# 동락리 전투
한국 전쟁 중 북한군이 수도 서울의 함락에 만족치 않고 계속 남침해 오자 육군본부는 그들을 차령산맥을 연한 선에서 저지하고자 하였다. 동락 전투는 충주시 신니면 동락 초등학교에서 있었던 전투로 6.25 전쟁 중 국군 최초의 승전 전투이다. 국군 6사단의 7연대 2대대(대대장 김종수 소령)가 300여명의 소총병의 병력으로 포병대대가 증강된 적 제15사단 48연대를 섬멸하였다.
북한군이 동락초등학교에 임시 주둔하고 국군이 모두 철수했다는 주민의 말을 듣고 경계를 소홀히 하고 휴식을 취했는데, 당시 동락초등학교 교사이던 김재옥씨가 이러한 북한군의 동태를 국군에게 알려 7월 7일 기습 공격을 감행해 승리를 거두게 되었다.
이 동락 전투는 한국전쟁 발발 후 우리 군이 거둔 최초의 승리로 국군의 사기를 크게 높였으며, 노획된 북한군의 무기에서 소련제 무기가 발견되어 소련이 전쟁에 관련되었음을 알게 된 큰 의미를 가지고 있기도 하다.

## 배경
제6사단장 김종오 대령은 육군본부 명령에 따라 원주-제천간의 저지선을 7월 1일 ~ 7월 3일 사이에 이정일 대령이 이끄는 제8사단에 인계하고, 사령부를 충주로 옮긴 다음 예하 연대를 이천-충주간에 전개하도록 하였는데, 이천으로 전진한 민병권 중령이 이끄는 제19연대가 춘천으로부터 우회한 것으로 보이는 이청송 소장이 이끄는 북한군 제2사단을 지연시키면서 진천방면으로 철수한 까닭에, 충청북도 북쪽의 남한강변에 전개케한 함병선 대령이 이끄는 제2연대와 40km의 간격이 생기게 되었다.
사단장은 이때 충주 중학교에서 재편성 중인 임부택 중령이 이끄는 제7연대를 즉각 장호원 방면으로 진출시켜 이 공간을 메꾸고자 하였던 것인데, 이는 당시 육군본부의 계획과도 일치된 결과로서, 육군본부는 7월 5일 이를 작전명령 제20호로써 김종오 대령이 이끄는 제6사단에 하달하고 죽산-장호원 선을 확보하게 한다.
제 7연대는 7월 2일 신림(원주 남쪽 8km)에서 진지를 제8사단에 인계하고, 그날 밤 충주로 이동하고 있던 7월 4일 밤 사단장의 명령을 받고 장호원으로 출동케 된 것인데, 북한군이 이미 여기를 점령하고 음성-충주방면으로 진출하고 있었기 때문에 연대의 전위인 김종수 소령이 이끄는 제2대대가 음성 북방 동락리 부근에서 이들 적과 맞부딪치게 되었다.
이와 같이 제7연대가 중앙로상의 요충에서 북한군 제15사단의 남하를 저지하고 있을 무렵, 수원의 육군본부는 평택으로 이동하고 수원 외곽에 배치된 국군 주력부대도 지리멸렬 상태가 되어 남으로 철수하기에 이르렀는데, 그 위에 피아를 식별하지 못한 오스트레일리아기의 오폭은 이들을 더욱 곤경 속으로 몰아넣은 결과를 초래케 하였다.
한편, 이때 미 지상군의 선발대가 오산 북쪽에 전개하고 그 후 제24사단의 본대가 속속 부산에 도착하여 북상하고 있는 상황이었다.
평택으로 철수 중에 있던 육군 본부는 7월 5일 0시를 기하여 본대를 정비하고 전선을 조정하여 작전의 전환점을 이루게 하였는데, 이는 지금까지 육군본부가 직접 관장해온 전 부대에 대한 작전 지휘관의 일부를 신설한 제1군단에 이양하고, 지휘기능을 상실한 사단을 폐통합시켜 지휘체제를 확립케하는 한편 경부국도에 집중된 명 부대에 작전지대를 할당하여, 이때까지의 종적인 지연전 개념에서 횡적인 개념으로 전환케 하였다.
이렇게 하여 전선은 이때부터 횡적으로 형성케 되었는데, 육군본부는 제8사단을 단양에, 제6사단을 충주에, 그리고 신설한 제1군단 사령부 예하의 이준식 준장이 이끄는 수도사단과 백선엽 대령이 이끄는 제1사단 및 이한림 대령이 이끄는 제2사단의 3개 사단을 음성-진천에 각각 전개시켜 평택-안성 전투를 전개한 윌리엄 F. 딘(William F. Dean) 소장이 이끄는 미 제24사단과 연계케 하였다.
그러나 북한군은 7월 5일 오산 전투에서 미 지상군 선발대를 일격에 물리치고 7월 6일에는 안성-평택을 위협한 까닭에 육군본부는 부대를 수습하기도 전에 대전으로 이동하게 되고, 제1군단 사령부 및 그에 배속된 부대들도 급히 열차와 차량 또는 도보로 각기의 목표지역으로 이동하게 되었다.
이러한 까닭으로 제1군단의 우익으로써 음성을 방어하게 된 제1사단도 예하부대의 집결이나 재편성을 고려할 겨를도 없이 음성을 향하여 이동하기 시작하였다.

### 작전 계획
제6사단장 김종오 대령은 7월 4일 20:00 장호원을 거쳐 충주로 철수한 사단 헌병대 및 강원도 전투 경찰대로부터 『북괴 제 15사단이 3일 장호원을 침습하였다.』는 보고를 받았는데 이때에 함병선 대령이 이끄는 제2연대는 충주 북쪽 남한강변에, 민병권 중령이 이끄는 제19연대는 이천에 그리고 임부택 중령이 이끄는 제7연대는 충주 중학교에 각각 집결하고 있었다.
사단장은 북한군이 그대로 남진할 경우 서부전선이 위급하게 될 것임을 직감하고, 제7연대장 임부택 중령에게 『장호원을 즉각 탈취하라.』고 명령하였다.
연대장은 사단장으로부터 이와 같은 명령을 받았으나, 밤이 깊어가는 이때에 북한군의 상황도 모르고 야간에 이동한다는 것이 무모한 일로 보고, 그는 우선 1개 대대로써 적정을 확인케한 다음 그에 상응한 대책을 강구할 복안임을 사단장에게 건의하여 승인을 받았다.

## 전투 과정

### 7월 4일
제7연대는 그간 춘천 및 홍천 전투를 비롯하여 신림(원주 남쪽 8km) 지역의 전투에 이르기까지 질서 있는 지연전을 감행하였으나, 한편 적지 않는 손실을 입었던 것이며 충주에 이르러 비로소 병력을 점검하고 부대정비를 할 수 있는 시간을 갖게 되었다.
출동에 앞서 확인된 병력은 장교 88명 부사관과 병 1,626명으로써 개전 초에 비하여 장교 31명 부사관과 병 784명 도합 815명의 사상자를 내었으며, 장비는 205mm(M-3) 6문, 57mm 대전차포 4문, 81mm 박격포 10문, 60mm 박격포 18문을 보유하고 있었다.

### 7월 5일
이남호 소령이 이끄는 제3대대는 제2대대가 모도원에서 진천을 향하여 떠난 다음 엄호부대가 없는 가운데 병암리로 향하였다.
동 대대가 08:00 동락리 부근을 통과하고 있을 때, 사이드카를 선두로 한 적의 정찰대와 부딪치게 되어 차량행군으로부터 전투태세로 돌입케 되었는데, 마침 그 자리가 지난 밤 제2대대가 점령하였던 곳이어서 쉽게 전개하여 즉각 사격자세를 취할 수 있었다. 이에 반하여 북한군은 대로상에서 우왕좌왕하였다.
대대장 이남호 소령은 지체하지 않고 적의 퇴로에 대하에 박격포탄을 집중케 하고 이어서 정재갑 중위가 이끄는 제9중대와 인성훈 중위가 이끄는 제11중대로서 추격케 하는 한편 김성배 중위가 이끄는 제10중대와 류승원 중위가 이끄는 제12중대의 사격으로 공격중대를 지원케 하였다.
이와 같이하여 대대는 퇴각하는 북한군을 모도원 북쪽까지 몰아붙이고, 일격에 병암리까지 진출코자 하였는데 17:00에 그들의 새로운 부대가 이에 합류한 까닭에, 대대장은 일몰시까지 화력으로서만 저지하다가 정면대결의 불리를 피하기 위하여 제9중대를 잔류시키고, 주력은 동락리의 구진지로 옮기게 하여 북한군의 야습에 대비하였다.
그러나 날이 밝을 때까지 아무런 기척이 없었고, 제9중대장 정재갑 중위의 제보에도 적정을 발견할 수 없다고 하였다.

### 7월 6일
제2대대는 제1대대와 병행하여 무극리를 공격하고, 13:00에는 동지역의 동북쪽 무명고지를 점령하였으나 제1대대가 장갑차를 앞세운 북한군의 역습을 받자 백야리로 철수한 까닭으로 동 대대도 연대 명령에 따라 644고지(부용산, 가엽산 서쪽 5km)로 철수하고, 북한군의 침공이 예상되는 산간로에 대한 방어에 임하는 동시에 병암리-대소원간과 무극리-음성간의 북한군의 상황을 보고하는 부가적 임무를 수행케 되었다.
대대장 김종수 소령은 부대를 동 고지로 이동시켜 사주방어와 경계가 용이하도록 배치하였으나 그의 표정은 침통하였다. 그가 이곳에 당도하기 얼마 전 피난민들이 많이 모여 있던 어느 암자 앞을 지날 때 『어찌하여 국군이 적을 보고도 싸우지 않고 도망치는가, 우리는 누구를 믿고 살아야 하며 어린 학생들은 어디로 가라는 말인가.』고 한 여자의 울부짖던 소리가 마음에 걸렸던 까닭이다.
김 소령은 쌍안경으로 병암리와 무극리를 두루 살피고 충주와 음성에 이르는 꾸불꾸불한 두 줄기 길을 번갈아 추적하기 시작하여, 그 초점이 동락리에 이르렀을 때 쌍안경을 내리고 손수건으로 눈을 닦은 다음 다시 들여다보고 있었다.
그곳은 지난 밤 적과 최초로 마주쳤던 곳이기도 하며 혹 제3대대가 포진하고 있을지 모르는 동락리였기 때문이다. 그는 몇 번을 되풀이하며 확인한 끝에 전령을 시켜 중대장을 집합시키고, 그들로 하여금 그곳을 재확인케 하였다. 쌍안경에 비친 상황을 당시 제6중대의 윤수용 소위가 말하기를 『대대장이 가리키는 곳을 보니 그곳은 어제 밤 적과 조우했던 마을인데, 군인들이 바글거리고 있었으며 학교 교정에는 10여문의 야포가 포구를 충주로 향하여 방열되어 있었고, 보병부대의 차총선이 질서정연하게 열을 지어 운동장을 꽉 메웠고 노상에는 장갑차를 포함한 각종 차량 수십대가 세워져 있었다.』고 회고하였다.
각 중대장은 북한군이 완전히 무방비상태에서 휴식을 취하고 있음을 확인하자, 대대장에게 건의하되 『적을 눈앞에 두고 망설이고 있을 때가 아닙니다. 어두워지기 전에 쳐야합니다.』고 공격할 것을 주장하였다.
대대장 김종수 소령은 당시의 심정을 토로하기를 『우리는 300여의 소총병인데 비하여 그들은 5~6배가 넘어 보이는 대 병력에 중장비를 갖추고 있기 때문에, 대대장인 나로서는 신중을 기하지 않을 수가 없었다. 만일 일이 잘못될 경우 병력이 크게 손상할 것은 물론, 연대장의 명령에 항거하였다는 책임을 면치 못하리라는 생각이 앞섰기 때문이다.
그러나 각 중대장의 건의가 한결 같았고, 거기에다 얼마 전에 본 어린 학생들과 피난민들이 『이 적을 물리쳐 달라』고 하는 소리가 들리는 것 같아서, 곧 공격키로 결심하기에 이르렀다.』고 하였다.
대대장은 이 절호의 기회를 잃게 되면 오히려 저들로부터 반격을 당하게 될 것이라는 것을 추찰하고, 선 행동 후 보고의 결의하에 요지 다음과 같은 명령을 하달하였다.
| 명령 |
| ① 대대는 동락리에 침습한 적을 격멸하려 한다. ② 제5중대는 1개 소대를 이곳에 잔류시키고, 220고지(동락리 남쪽 1km) 북단부를 점령하여 동락리의 적을 격멸하라. ③ 제6중대는 216고지(동락리 동쪽)의 남단부를 점령하고 동락리의 적을 격멸하라. ④ 제7중대는 215고지(동락리 서쪽)-대화리(215고지 남쪽)를 점령하고 동락리의 적을 격멸하라. ⑤ 제8중대는 제 5중대 지역으로 이동하여 적의 포진지를 격파하라. ⑥ 협조지시 ㉮ 각 중대는 위장을 철저히 하고 적에게 접근당하지 않도록 하라. ㉯ 제6중대는 사격개시에 맞추어 일제히 사격을 개시하라. ㉰ 아군간의 오격을 방지하기 위하여 전지 이탈을 금한다. ⑦ 대대장은 제8중대와 같이 위치한다. 제2대대장 소령 김종수 |

명령하달이 끝난 15.00, 각 중대는 3개 방향으로 이동하기 시작하고, 부대장 허용우 대위는 잔류대장으로써 제 5중대의 1개 소대를 지휘하여 644고지를 방어케 되었다.
대대장 김종수 소령과 81mm 박격포 반장 신용관 중위는 각기 포탄 2발씩을 메고 220고지로 이동하고 있을 때 제 6, 7중대는 논과 밭, 그리고 3번 도로를 횡단하여야 하는 위험부담을 안고 있었기 때문에 전진속도가 느렸다.
그러나 각 중대는 적에게 발견 당함이 없이 그들로부터 불과 200~300m 밖에 안 되는 각기의 진지로 이동 완료 한 듯하였고, 17:00 정각 가장 먼 거리의 제 6중대로부터 총성이 울려 퍼졌다.
이에 따라 제 5, 8중대는 동락 부락을 향해 소총사격을 집중하기 시작하였다. 이때에 북한군은 경계병 하나 세우지 않고 옷을 벗은 채로 나무 그늘 밑에서 잠에 빠져 있었고 다만 그 일부가 저녁 식사 준비를 위하여 민가를 들락거리고 있을 뿐이었다.
이러한 때에 기습 사격을 받은 그들은 잠에서 깨어나기도 전에 초로와 같이 사라지거나 구명회생한 자들은 방향을 분간치 못하고 이리 뛰고 저리 뛰고 하는 사이 국군이 사격한 총탄의 표적이 되어 사살되기도 하였는데, 이 과정에서도 그들 포병만은 포구를 제8중대가 있는 곳으로 돌려서 사격을 가하는 것이었다.
각 중대들이 워낙 그들에게 가까이 근접해있었던 관계로 그들이 발사한 포탄은 상당히 원거리에 낙하하는 것 같았고 포수들은 사거리를 조정하는 듯 포신이 하늘 높이 치솟고 있었다.
그러나 대대에서 포판의 미착으로 아직 한발의 포탄도 날리지 못했고, 다만 치세우고 있는 그들의 포신을 바라보고만 있어야 하는 초조감에 사로잡혀 있어야 했다. 그런데, 이때 피투성이가 된 부사수가 포판을 메고 뛰어왔다.
이를 본 대대장은 박격포 반장 신용관 중위에게 『네가 직접 사격하라. 그것도 적탄이 날아오기 전에 단 한발로 그들 포진을 괴멸시키지 않으면 우리가 전멸한다. 빨리 사격하라. 사거리는 300m이다.』라고 소리쳤다.
신용관 중위는 포각이나 조준경을 설치할 겨를도 없이 포신을 포판 위에 올려놓고 팔로 고저를 조정하면서 1발을 날렸다.
마침 이때가 그들도 거리 조정이 끝난 듯 포신이 고정되고 포수들이 포탄을 장전하려는 아슬아슬한 순간이었는데, 동 중위가 발사한 제 1탄이 그들 포진 한 가운데 떨어지고 제2탄, 제3탄이 야적한 그들 포탄에 명중되어 연쇄폭발을 일으키니, 그곳의 병원과 탄약상자들은 풍진과 같이 하늘 높이 날아 버리고 말았다.
이윽고 어두움이 깔리면서 그들의 움직임은 보이지 않게 되었으나 우글거리는 소리는 여전하여, 각 중대장으로부터 소탕전을 하자는 건의도 있었으나 대대장은 국군간의 충돌을 방지하기 위하여 현 위치를 고수하면서 경계만은 철저히 하라고 명령하였다.

### 7월 7일
이 때, 한 여교사가 4km를 넘는 부용산으로 뛰어와 김종수 소령을 찾았다.
그 여교사는 동락초등학교 교사였던 김재옥으로, 동락초등학교 뒷문을 빠져나와 부용산까지 달려와 김종수 소령에게 상세한 정보를 제공하였다.
정보를 입수한 김종수 소령은 새벽, 기습공격을 감행하였고, 그 결과 북한군 1개 연대가 섬멸하였다.
연대장은 이날 05:00, 연락이 두절되었던 제2대대로부터 『동락리에서 적 1개 연대 전멸』이라는 승전 보고를 받게 되었다.
제2대대의 전황: 안개가 얕게 깔린 동락리의 아침은 쾌청하였으나 그 주변은 폐허와도 같이 조용하였다. 학교 운동장에 정렬했던 각종 장비는 부분적으로 흩어졌으나 거의 어제와 같은 상태를 유지하고 있었으며, 죽은 적의 병원들은 무질서하게 흩어져 있었다.
북한군의 상황을 대체로 확인한 대대장 김종수 소령은 05:00에 대대 작전 장교 이우식 중위에에 『아직 정확한 것은 알 수 없으나 적의 1개 연대가 전멸된 듯하다. 그들 장비후송을 위하여 연대적 전 차량이 소요될 것으로 보이니 빨리 가서 연대장에게 보고하는 동시에 군수주임과도 협조하라.』고 이르고, 제 7중대는 계속 3번 도로의 차단과 적의 접근을 경계토록 하고 다른 3개 중대로서 마을로 압축해 들어가면서 수색토록 하여 전과를 확대케 하였다.
잠시 뒤 곳곳에서 차려 총 자세를 한 병사들 앞에 손을 든 포로들이 끌려나오고 있었다. 그들은 퇴로를 찾지 못하고 민가의 아궁이나 헛간 또는 보릿대 더미 속이나 담배 밭고랑 등 여러 곳에 숨어 있거나 들어 있던 자들로서 그 수가 모두 97명에 달하였다.
이들 중에는 소좌계급장을 단 제48연대 군수참모와 중대장 등 간부급 장교들도 5 ~ 6명이 끼어있었는데, 그들 진술에 따르면
| “ | 『제15사단은 48연대(연대장 중좌 김치구), 49연대(연대장 성명 미상), 50연대(연대장 총좌 이을선), 포병연대(연대장 대좌 이연섭)로 구성되어 있으며, 7월 4일 제48연대는 병암리에서 충주 방면으로, 제49연대는 무극리에서 음성방면으로 각각 진출할 계획이었으나 그날 밤 국군과 부딪치고 물러났다가 어제 재 교전을 도모하게 되었다. 병암리와 모도원, 그리고 동락리 주민들이 『국군이 차를 타고 도망쳤다.』고 하는 말에 동락리에 이르러 마음 넣고 휴식을 취하였던 것이다. 특히 근래에는 미 공군의 폭격이 심하였기 때문에 주간보다는 야간 활동이 강조되었고, 어제에도 석식 후에는 야간행군을 하도록 되어 있었다. 여기에 투입된 병력은 장갑차와 포병지원 부대까지 합하여 2000명이었는데, 불의의 사격에 당황한 나머지 총 한 자루도 갖지 못하고 우왕좌왕 하게 되었고, 그중 1개 대대 규모의 병력이 방향을 입고 충주방향으로 나가려다가 복병의 기습을 받아 1/3병력을 유기한 채 679고지(수레의산, 모도원 북쪽 3km) 방향으로 도주하였다고 하는데, 살아남은 자는 몇 명되지 않을 것이다.』 | ” |

라고 하였다.
또한 대대장 김종수 소령은 그때의 전과에 대하여 증언하되
| “ | 『이 전투에서 그들 유기 시체는 1000구를 헤아렸고, 장비는 그들이 가졌던 대부분을 노획하였는데, 그 주요한 것은 122mm 곡사포 6문, 76mm 곡사포 8문, 중 · 경기관총 41정, 권총과 소화기 등 2000여정, 장갑차 10대, 사이드카 20대, 지프차 20대 2 1/2톤 차 40대, 통신장비, 기타 등으로서, 포로 97명과 이들 장비를 후송키 위하여 연대에서 차량 20여대를 더 동원하고서도 탄약과 보급품 그리고 소화기의 일부는 다 옮기지 못하고 현지소각으로 처치케 하였다. 이때에 운전병이 부족하여 운전 경험이 있는 일반 장병까지도 동원하였으나 적재와 후송에 많은 시간이 소요되었다. 특히 여기서 밝혀두고자 하는 것은 이 전투에서 우리 측은 644고지에서 이곳으로 이동할 때에 박격포의 부사수가 부상한 것을 제외하고는 손실이 전무하였다는 것과, 노획한 북괴 장비의 전부가 소련제였다는 것을 확인할 수 있었다는데 의의가 있었다. 왜냐하면 당시 소련은 배후에서 북괴를 사주하여 한국전쟁을 일으킨 장본인 이면서도 한국전쟁은 자기들과 아무런 관계가 없는 것처럼 허위선전을 하면서 UN군의 파한을 극력반대 하고 있었기 때문에 이 노획품은 좋은 물적 증거가 되었던 것이다.』 | ” |

라고 하였다.

제 3대대의 전황: 대대는 어제 일몰시에 적정을 확인하고 긴장태세에서 야간 경계에 임하였으나 이날 천명시까지 아무 일도 없었다.
대대장 이남호 소령은 좌 제1선의 인성훈 중위가 이끄는 제11중대를 05:00부터 제22대대와 연계를 맺도록 하고, 잔여 중대로서 진지전면을 수색케 하였는데, 지난 밤 제11중대가 확보하고 있던 진지 전면에서 북한군의 유기 시체가 100여구 발견되었으며, 동락리에 이르는 도로상의 여러 곳에서는 총상을 입고 도주하려다가 죽은 것으로 보이는 시체 10여구를 더 볼 수 있었다.
이리하여 동 대대는 05:30에 동락리의 제 2대대와 연계하였는데, 제2대대의 수색망에서 벗어나 376고지방향으로 도주하려는 추적 30여명을 제9중대가 추격하여 5명을 사로잡고 나머지를 사살하여 이곳의 전투를 종결시켰다.
그러나 동 대대는 연대장의 명령을 받고 08:00 모도원으로 나가 북한군의 역습에 대비하면서 노획품 후송을 엄호하였다.
제 1대대의 전황: 북한군은 국군 제2대대로부터 입은 피해가 컸음인지 지난 석양 때부터 그림자도 보이지 않더니 이날 석양에 이르러 각 1개 소대 규모의 병력으로서 507번 도로와 중촌(백야리 남쪽 1km)으로 통하는 소로를 따라 정찰하는 듯이 보였으나, 그들은 이대용 중위가 이끄는 제1중대와 김명익 중위가 이끄는 제3중대에 부딪치자 전투를 회피하고 숲속으로 그 자취를 감추고 말았다.
△351의 대대 관측소에서 이를 보고 있던 대대장 김용배 소령은 EE-8 전화기로 각 중대장을 호출하여 『적은 야습을 기도하고 있는 것으로 보인다. 각 중대는 국지경계를 강화하여 그들의 기습에 대비하라.』고 명령한 다음 작전장교 최동안 중위를 대동하고 각 중대 방어진지를 점검하면서 각개호를 보강하고 있는 병사들을 위로와 격려를 하고 일전을 겨룰 결의를 굳게 하였는데, 적은 이날 밤에도 그 모습을 드러내지 않았다.
연대장의 조치: 이날 07:00 제2대대의 전과를 확인 차 작전지역에 나온 연대장 임부택 중령은 우선 제 3대대를 모도원 방면으로 진출시켜 북한군의 역습에 대비케하고, 제2대대로서 부근 주변에 대한 수색을 계속토록 지시한 다음 수행한 정보주임 김동명 대위에게 포로와 노획 문서등을 현지에서 분리 후송케 하고 군수 주임 조한섭 대위에게 노획차량과 연대의 병력 수송차량을 동원하여 당비를 후송케 하라 이르고, 그도 현지에서 포로와 장비의 후송을 직접 지휘하였다.
연대장 임부택 중령은 동시의 상황을 말하되 『그때 연대에서 노획한 장비의 일부는 UN 총회로 보내지고 나머지는 대전에서 국민 앞에 전시되었다.
이로써 우리 국군은 북한군에게 지고만 있지 않다는 확증을 국민 앞에 보이게 되었고, 또한 군인들에게도 정신무장을 강화하는 계기가 되었다. 연대는 이 전투로 인하여 1계급 특진의 영광을 안게 된 첫 번째 부대가 되었으며, 총참모장이 7일 현장에 나와 특진 계급장을 달아 주기도 하였다.』라고 하였다.
여하튼 이날은 장비후송과 전장정리를 하는데 하루를 보내게 되었으며, 일모에 이르러 제2대대를 644고지로, 제3대대를 가엽산 북쪽으로 철수시켜 각각 배치를 조정하고 있을 때 사단장으로부터 『제 1사단이 음성지구를 방어키 위하여 지금 증평에 당도하였다. 연대는 동 사단의 전개가 완료될 때까지 동사단의 작전통제를 받도록 하라.』는 전언명령을 받게 되었다.

## 결과 및 영향
동락리 전투는 개전 이래 국군 최초의 육상전 승리였으나 제1군단장 김홍일 소장의 명령에 따라 음성에서 철수케 된 제1사단은 7월 13일부터 광원에 새로운 저지선을 형성하고 꼬리를 물고 뒤따른 북한군 제15사단과 대전케 되었다. 북한군을 물리치는 데 결정적인 역할을 한 사람은 여교사였던 동락초등학교의 교사 김재옥이었다.
당초 그들은 아군의 퇴로를 차단할 목적으로 후방지역에 대한 침투를 기도하였던 것이지만 7월 4일 제7연대에 의하여 음성에서 저지된 이래 7월 8일에는 제1사단이 이어져 동지구를 벗어나지 못하였던 것인데, 그들 최고 사령부는 제2군단 예하의 각 사단의 진출이 늦다는 이유로 7월 10일부로 동 군단장 소장 김광협을 파직시키고 군단참모장으로 좌천시키고, 전 중공군 포병 사령관을 지낸 바 있는 중장 김무정을 그 후임으로 내세워 채찍을 가하게 하였던 것이다.
그리하여 그들은 한때 광원 부근까지 육박하였으나, 사단의 완강한 저항과 미공군의 공중공격에 부딪혀 더 나가기가 어려울 것으로 판단하였는지 7월 15일부터 사단과의 접촉을 끊고 동측방의 산간로를 따라 그 진로 개척하려는 것으로 보였다.
한편 육군본부는 서부지역으로 집중하였던 북한군이 점차 중부-동부지역으로 이동하고 있음을 간파하고, 7월 12일부로 김백일 대령이 이끄는 2군단 사령부를 함창에서 창설하여 지역내의 제6, 8사단을 작전 통제케 하는 한편 육본 직할인 제17연대를 동월 7월 17일부로, 그리고 제1군단 사령부 배속하의 제1사단을 7월 22일부로, 각각 동 군단 지휘하로 배속 전환케 하였다.
따라서 제17연대와 제1사단은 함창으로 각각 하명된 일자에 이동케 되었는데, 화영장(보은 동쪽 23km)에서 북한군 제15사단과 조우하고 또 한차례 격돌케 되었다.

## 기록
제6보병사단 7연대는 건군 이래 국군 최초 부대 전 장병 일계급 특진 기록을 세웠다.